# 手紙を読む兵士
『手紙を読む兵士』（てがみをよむへいし、独: Der brieflesende Offizier、英: Officer Reading a Letter）は、オランダ絵画黄金時代の画家ヘラルト・テル・ボルフが1657-1658年ごろ、板上に油彩で描いた絵画である。ヨハン・ゲオルク4世 (ザクセン選帝侯) のコレクションに由来し、現在、ドレスデンのアルテ・マイスター絵画館に所蔵されている。

## 作品
オランダ共和国東部の国境付近近くにある要塞都市ズヴォレで育ったテル・ボルフは、おそらく軍人の生活の様々な側面を直に目にしていたと思われる。兵舎で座って女性に言い寄る、あるいは何事か伝言している兵士の風俗画は、テル・ボルフが好んで制作したものである。初期の兵士を描いた作品では、ピーテル・コッデ風の待合室の場面を制作したが、1650年代以降の後期作品には、オランダ社会の変化と兵士たちの日常生活の有様が表現されている。その背景には、三十年戦争が終結した後に、兵士たちが市民生活に適応できるかどうかという課題があった。

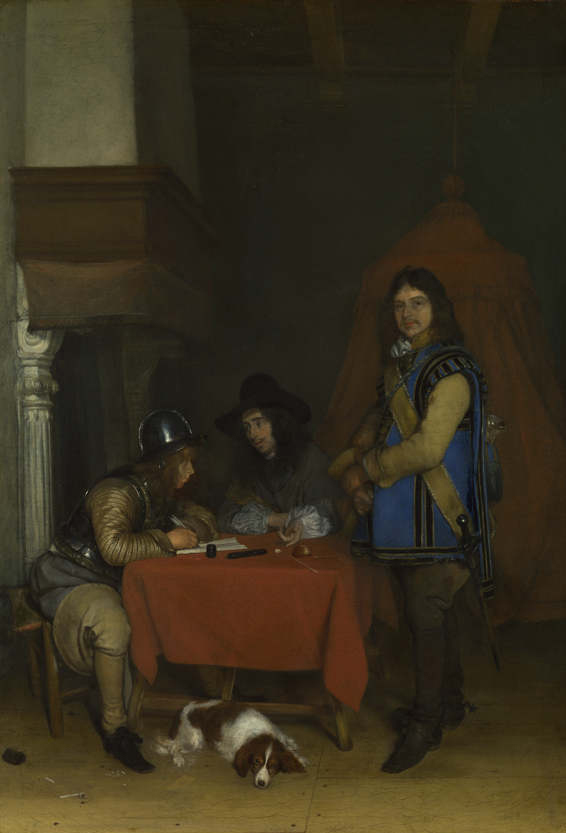
ヘラルト・テル・ボルフ『手紙を書きとらせる士官』 (1655-1658年ごろ)、ナショナル・ギャラリー (ロンドン)

本作では左側の兵士が手紙を読んでいるが、手紙の読み書きに携わることで、一昔前まで自制心も節度もない存在として描かれていた兵士たちの社会的評価が変わってきたという状況が示されている。画面最前景の2人の兵士は姿勢を正し、身なりもきちんとしている。彼らの関心は手紙に集中しているが、その中身は厳格な軍隊生活に言及しているようである。
ちなみに、17世紀のオランダはヨーロッパでもっとも識字率の高い国で、男女の別なく人々はよく手紙を書いた。当時の絵画においても、手紙を書く人物というテーマは非常に人気があり、需要も高かった。テル・ボルフは、本作とほぼ同時期に『手紙を書きとらせる士官』 (ロンドン・ナショナル・ギャラリー) を描いている。ほかにも、フランス・ファン・ミーリス、ハブリエル・メツー、そしてヨハネス・フェルメールらが手紙を書くというテーマで絵画を制作している。手紙を書く場面だけでなく、手紙を受け取り、さらに本作のように読むという場面も、1650年代には人気のあるテーマであった。